# Stabsarzt

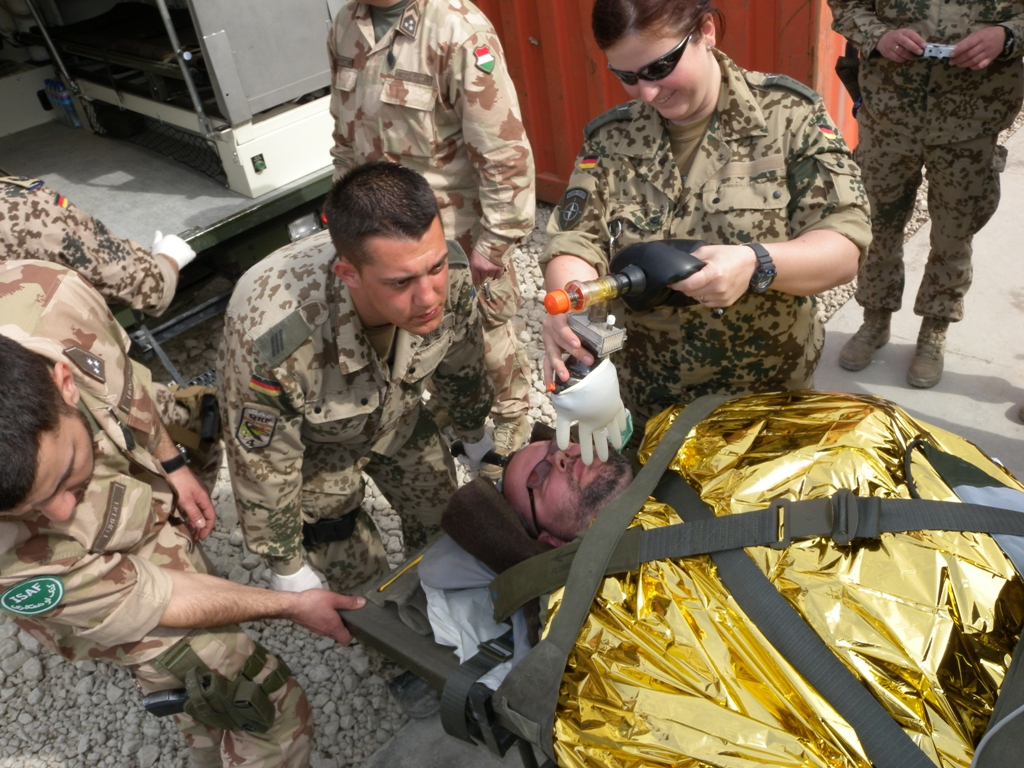
Deutscher Stabsarzt in der Uniform der Luftwaffe

Stabsarzt ist ein Dienstgrad der Bundeswehr. Stabsärzte sind Sanitätsoffiziere mit einer Approbation als Arzt oder Zahnarzt. Der Dienstgrad Stabsarzt wird durch den Bundespräsidenten mit der Anordnung des Bundespräsidenten über die Dienstgradbezeichnungen und die Uniform der Soldaten auf Grundlage des Soldatengesetzes festgesetzt.

## Dienststellungen
Stabsärzte werden nach dem Absolvieren einer Aufbauausbildung (postuniversitären modularen Ausbildung (PumA), bestehend u. a. aus einer Einsatz-, Führungs- und Sprachausbildung), grundsätzlich zunächst zwei Jahre als Assistenzärzte in den Bundeswehrkrankenhäusern eingesetzt. Dort sammeln die jungen Ärzte erste klinische Erfahrungen und erwerben die Fachkunde Rettungsmedizin. Anschließend folgt z. B. eine Verwendung als Truppenarzt in einer regionalen Sanitätseinrichtung der Bundeswehr oder die Verwendung als Schiffsarzt im Marinesanitätsdienst. Während dieser Zeit werden Stabsärzte auch zu Auslandseinsätzen herangezogen, wo sie beispielsweise als Assistenzärzte in Feldlazaretten oder als Notärzte in beweglichen Arzttrupps eingesetzt werden.

## Ernennung und Besoldung
Maßgebliche gesetzliche Grundlagen für die Ernennung zum Stabsarzt trifft die Soldatenlaufbahnverordnung (SLV) und ergänzend die Zentrale Dienstvorschrift (ZDv) 20/7. Zum Dienstgrad Stabsarzt können Soldaten auf Zeit, Berufssoldaten und beorderte Reservisten ernannt werden. Voraussetzung ist die Zugehörigkeit zu einer der Laufbahnen für Sanitätsoffiziere und die Approbation als Arzt oder Zahnarzt. Der Dienstgrad kann frühestens drei Jahre nach Eintritt in eine der Offizierslaufbahnen des Sanitätsdienstes erreicht werden. Sanitätsoffizieranwärter beenden in der Regel im Dienstgrad Leutnant (zur See) ihr Medizin- oder Zahnmedizinstudium an einer zivilen Universität und werden mit der Approbation zum Stabsarzt befördert. Eine Einstellung mit dem Dienstgrad Stabsarzt ist mit einer der Verwendung entsprechenden Qualifikation ebenfalls möglich.
Ein Stabsarzt wird nach der Bundesbesoldungsordnung (BBesO) mit A 13 besoldet. Sanitätsoffiziere dieses Dienstgrades erhalten ein höheres Grundgehalt als andere ranggleiche Hauptleute.

## Dienstgradabzeichen
Das Dienstgradabzeichen für Stabsärzte entspricht im Wesentlichen dem für Hauptleute und Kapitänleutnante. Zur Unterscheidung der Stabsärzte dienen zusätzliche Laufbahnabzeichen in Form eines Äskulapstabes. Die Schlange windet sich im Laufbahnabzeichen für Ärzte in doppelter Windung, bei Zahnärzten in einfacher Windung um den Stab.

## Geschichte
Mit der zweiten Ausfertigung der Anordnung des Bundespräsidenten über die Dienstgradbezeichnungen, die Ernennung und Entlassung sowie die Uniform der freiwilligen Soldaten vom 1. Februar 1956 wurde für Luftwaffen- und Heeresoffiziere der Dienstgrad Stabsarzt neu geschaffen. Entsprechende Sanitätsoffiziere der Marine führten den zeitgleich geschaffenen Dienstgrad Marinestabsarzt. Der Dienstgrad Marinestabsarzt entfiel mit der sechsten Anordnung des Bundespräsidenten über die Dienstgradbezeichnungen und die Uniform der Soldaten vom 5. Mai 1966. Seitdem führen entsprechende Marineuniformträger ebenfalls den Dienstgrad Stabsarzt.

## Sonstiges
Hinsichtlich Befehlsbefugnis im Sinne der Vorgesetztenverordnung und Wehrdisziplinarordnung, hinsichtlich äquivalenter, nach- und übergeordneter Dienstgrade im Sinne der ZDv A-1420/24 „Dienstgrade und Dienstgradgruppen“ sind im Übrigen Stabsärzte dem Hauptmann gleichgestellt. Besonders in medizinischen Fachfragen sind Sanitätsoffiziere häufig Fachvorgesetzte auch höherrangiger Soldaten. In der nach der Soldatenlaufbahnverordnung und ZDv 20/7 regelmäßig zu durchlaufenden Beförderungsreihenfolge ist der dem Stabsarzt vorangehende Dienstgrad der Leutnant und der nachfolgende Dienstgrad der Oberstabsarzt.
| Offizierdienstgrad |                                                                   |                                                   |
| Niedrigerer Dienstgrad |                                                                   | Höherer Dienstgrad                                |
| Oberleutnant Oberleutnant zur See                                                                                               | Hauptmann Kapitänleutnant Stabsarzt Stabsapotheker Stabsveterinär | Stabshauptmann Stabskapitänleutnant Oberstabsarzt |
| Dienstgradgruppe: Mannschaften – Unteroffiziere o.P. – Unteroffiziere m.P. – Leutnante – Hauptleute – Stabsoffiziere – Generale |                                                                   |                                                   |